# 이종우 (1903년)
이종우(李鍾雨, 1903년, 강원도 통천군 ~ 1974년 5월 3일)는 고려대 총장과 문교부 장관을 지낸 대한민국의 교육인이다. 제8대 국회의원도 역임하였다.

## 학력
- 1931년 : 일본 교토 제국대학교 철학과 학사
- 1939년 : 경성제국대학 대학원 철학석사 수료
- 1959년 : 서울대학교 대학원 국어국문학과 문학석사 수료

### 명예 박사 학위
- 1962년 : 경북대학교 명예문학박사

## 약력
- 1940년 : 보성전문학교 강사
- 1946년 : 고려대학교 문과대학 학장
- 1954년 : 대한민국학술원 회원
- 1959년 : 고려대학교 대학원장
- 1963년 : 대한민국 문교부 장관
- 1965년 ~ 1970년 : 고려대학교 총장
- 1969년 : 성곡문화재단 이사장
- 1971년 ~ 1972년 : 제8대 국회의원 (민주공화당)

## 역대 선거 결과
| 실시년도 | 선거  | 대수 | 직책     | 선거구 | 정당       | 득표수      | 득표율         | 순위       | 당락 | 비고 |
| -------- | ----- | ---- | -------- | ------ | ---------- | ----------- | -------------- | ---------- | ---- | ---- |
| 1971년   | 총선  | 8대  | 국회의원 | 전국구 | 민주공화당 | 6,254,921표 | \| \| 48.8% \| | 전국구 9번 |      | 초선 |
|          | 48.8% |      |          |        |            |             |                |            |      |      |